# Crazyhouse
1. J@e7+ Kh8
2. Sxg7#

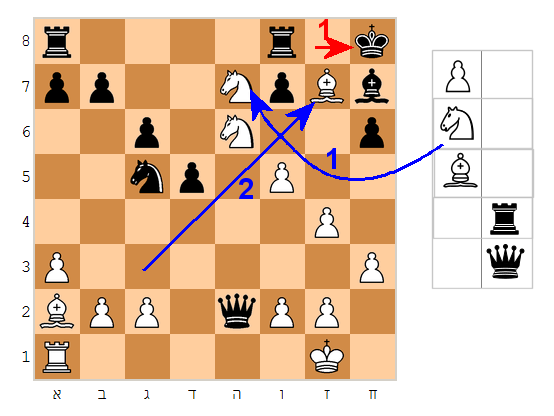
Ukázka matu v crazyhouse šachu (bílý na tahu, vpravo je vidět rezerva obou hráčů):

Crazyhouse (anglicky blázinec) je varianta šachů, ve které může hráč kameny, které sebral protivníkovi, později vrátit na hrací desku a dále s nimi hrát jako se svými. Crazyhouse je obdoba bughouse šachu, hrají zde však jen dva hráči.
Z důvodu složitosti hraní na reálné šachovnici (je třeba dvou úplných sad kamenů) se tato varianta šachů hraje hlavně na počítačích a na šachových serverech jako FICS či Internet Chess Club.

## Pravidla
Crazyhouse hrají dva hráči na jedné šachovnici dle standardních šachových pravidel. Když ale hráč sebere protivníkovi nějaký kámen, vezme kámen stejného typu, ale ve své barvě, a přidá si ho do tzv. rezervy mimo šachovnici. Místo běžného tahu pak kdykoli může vzít nějaký kámen ze své rezervy a umístit ho na libovolné neobsazené pole šachovnice (pěšce však nelze umisťovat na první ani poslední řadu). Při braní figur, které vznikly proměnou pěšce, se do rezervy přidává jen pěšec.

## Notace
Při záznamu her crazyhouse šachu se používá běžná šachová notace, rozšířená o značení umístění kamene z rezervy na šachovnici pomocí zavináče: například p@b6 značí umístění pěšce z rezervy na pole b6.

## Slavní šachoví velmistři, kteří hráli crazyhouse
- Bent Larsen
- Tigran Petrosjan
- Boris Spasskij